# ستان رايس
ستان رايس (بالإنجليزية: Stan Rice)‏ هو رسام وكاتب وشاعر أمريكي، ولد في 7 نوفمبر 1942 في دالاس في الولايات المتحدة، وتوفي في 9 ديسمبر 2002 في نيو أورلينز في الولايات المتحدة.